# 大分県立中津南高等学校
大分県立中津南高等学校（おおいたけんりつ なかつみなみこうとうがっこう）は、大分県中津市高畑にある県立高等学校である。

## 設置学科
- 普通科

## 概要
県内では大分上野丘高等学校に次いで二番目に古い高等学校である。所在地は大分県最北（県最北にあるのに「南」高校なのは大分県立中津西高等学校時代の南校舎が母体となっているため）で、近くにある山国川の向こうは福岡県である。
地元では南高と呼ばれるのが一般的。

### 沿革
中津市出身である福澤諭吉が『学問のすゝめ』を出版した明治時代、大分県でも教育に対する関心が高まっていた。1893年（明治26年）9月に私立のかたちで中津尋常中学校が建設され、1894年（明治27年）には大分県尋常中学校の分校となった。
第二次世界大戦後、新学制により、中津市内の旧中学校と旧高等女学校を統合し大分県立中津第一高等学校となり、1951年（昭和26年）には、学校名を大分県立中津西高等学校と改名。間もなく受験志望生が増え、大分県立中津北高等学校と大分県立中津南高等学校に組織・校舎が分割された。

### 年表
- 1893年9月 - 中津尋常中学校（私立）創設[3]。
- 1894年4月 - 大分尋常中学校の分校となり、現在地に新築[3]。
- 1897年4月 - 大分県立中津尋常中学校となり、宇佐に分校を設ける[3]。
- 1900年4月 - 大分県立中津中学校と改称[3]。
- 1934年8月 - 図書館落成[3]。
- 1943年2月 - 創立50周年事業として木造体育館完成[3]。
- 1948年4月 - 新学制により大分県立中津中学校及び大分県立中津高等女学校が大分県立中津第一高等学校になる。旧中学を第一部、旧高女を第二部と称する[3]。
- 1948年10月 - 定時制を設置。柿坂・跡田に分校を設置[3]。
- 1949年4月 - 男女共学となり旧中学を南校舎、旧高女を北校舎と称する[3]。
- 1951年4月 - 大分県立中津西高等学校南校舎、北校舎と改称[3]。
- 1953年4月 - 南（旧中学）北（旧高女）校舎をそれぞれ分離独立。南校舎は大分県立中津南高等学校と改称[3]。
- 1959年12月 - 創立70周年事業として弓道場落成[3]。
- 1961年4月 - 北館、宿直室、小使室が焼失[3]。
- 1962年8月 - 管理棟・南館落成[3]。
- 1964年3月 - 北館落成[3]。
- 1965年4月 - 下毛分校が独立、大分県立耶馬渓高等学校となる[3]。
- 1966年3月 - 創立70周年及び体育館落成記念式典挙行[3]。
- 1993年9月 - 創立100周年記念式典[3]。
- 2003年9月 - 創立110周年記念庭園完成[3]。
- 2007年4月 - 大分県立耶馬渓高等学校が分校として統合され、大分県立中津南高等学校耶馬渓校となる[4]。
- 2011年 - 教室棟・特別教室棟改築[4]。
- 2013年 - 体育館改築[4]。
- 2023年10月 - 創立130周年記念式典[5]。

## 教育方針

### 校訓
礼儀・誠実・進取・向上

### 学校教育目標
校訓「礼儀・誠実・進取・向上」のもと、「知・徳・体」の調和のとれた全人教育を推進し、心身ともに健やかで心豊かな人間を育むとともに確かな学力を身につけさせ、これからの社会を担う高い志をもった人材を育成する。

## 学校生活
2023年9月現在、授業は月-水、金曜日が1-7限まで（50分授業）。木曜日は1-6限まで（50分授業）。朝自習は2023年4月より廃止された。第1・3週に土曜講座が行われている（1年は国語、数学、英語。2年から地歴、理科を含む。3年は国語、数学、英語、地歴、理科より3教科選択。各70分3時限）。
2025年現在、授業は月-水、金曜日が1-7限まで（50分授業）。木曜日は1-6限まで（50分授業）。朝自習は2023年4月より廃止された。第1・3週に土曜講座が行われていたが、2024年5月をもって廃止された。

### 年間学校行事
- 4月 - 入学式、歓迎遠足、1年生教育合宿[1]
- 5月 - 前期生徒大会[1]
- 6月 - 高校県体、南北親善球技大会、人権講演会[1]
- 7月 - 夏季補習、3年生勉強合宿[1]
- 9月 - 開扇祭[1]
- 10月 - 手作り弁当の日、後期生徒大会[1]
- 11月 - 進路講演会、職業人に学ぶ[1]
- 12月 - 2年生修学旅行、大掃除大作戦[1]
- 1月 - 百人一首大会[1]
- 2月 - 強歩大会[1]
- 3月 - 短期海外留学、クラスマッチ、卒業式[1]

## 生徒会活動・部活動
文化部
ESS、かるた、文芸、演劇、科学、茶道、放送、美術、新聞、JRC、音楽、吹奏楽、書道
運動部
陸上、バスケットボール、サッカー、卓球、テニス、硬式野球、空手道、弓道、剣道、柔道、水泳

### 成績
- 女子バレーボール - 1972年、第3回全国高等学校バレーボール選抜優勝大会で全国優勝[3]。
- 女子バスケットボール - 2001年、第32回出場。2003年、第34回ウインターカップ出場。
- かるた
  - 2005年、第27回全国高等学校小倉百人一首かるた選手権大会で個人戦A級全国優勝[6]。
  - 2006年、第28回全国高等学校小倉百人一首かるた選手権大会で団体優勝[7]。

## 死亡事故
- 2014年2月4日、在校生徒らによる卒業前の大掃除中に3年生男子生徒が校舎4階から落下死[8]。2017年、県教育委員会は800万円の賠償金を支払うことで遺族と和解[9]。

## 交通
- JR九州日豊本線 中津駅より徒歩15分。県道113号沿い[1]。

## 著名な出身者
- 池中康雄（旧制中津中学卒） - 1940年東京オリンピックマラソン日本代表候補、元マラソン世界記録保持者、別府大分毎日マラソン創立者[10]。
- 大慈彌功 - 元プロ野球選手。ヒューストン・アストロズ環太平洋担当部長[11]。
- 奥和登（1977年卒） - 経営者、農林中金代表理事理事長[12]
- 小野不由美（1978年卒） - 小説家。作品に『十二国記』ほか[13]。
- 楠木早紀 - 競技かるた選手。かるた部創設者にして歴代最年少かるたクイーン[14]。
- 大悟法利雄（旧制中津中学卒） - 歌人。
- 前田晃伸（1963年卒） - 経営者、元みずほフィナンシャルグループ代表取締役社長[15]。
- 火箱 芳文（1970年卒）- 陸上自衛隊第32代陸上幕僚長[16]
- 西野史尚（1977年卒） - 経営者、元JR東日本代表取締役副社長[17]。
- 横松宗（旧制中津中学卒） - 近代中国思想研究者、教育学者。元八幡大学（現九州国際大学）学長[18]。
- 吉田昌子 - 旧姓：高柳。1976年モントリオール五輪女子バレーボール金メダリスト[19]。
- 佐山昌義（旧制中津中学卒）- 元プロ野球選手。[20]。
- 恩塚亨 - バスケットボール指導者。バスケットボール女子日本代表ヘッドコーチ[21]。